# Clayton (Iowa)
Clayton és una població dels Estats Units a l'estat d'Iowa. Segons el cens del 2000 tenia 55 habitants.

## Demografia
Segons el cens del 2000, Clayton tenia 55 habitants, 32 habitatges, i 19 famílies. La densitat de població era de 38,6 habitants per km².
Dels 32 habitatges en un 9,4% hi vivien nens de menys de 18 anys, en un 53,1% hi vivien parelles casades, en un 3,1% dones solteres, i en un 40,6% no eren unitats familiars. En el 40,6% dels habitatges hi vivien persones soles el 21,9% de les quals corresponia a persones de 65 anys o més que vivien soles. El nombre mitjà de persones vivint en cada habitatge era d'1,72 i el nombre mitjà de persones que vivien en cada família era de 2,11.
Per edats la població es repartia de la següent manera: un 5,5% tenia menys de 18 anys, un 1,8% entre 18 i 24, un 7,3% entre 25 i 44, un 56,4% de 45 a 60 i un 29,1% 65 anys o més.
L'edat mediana era de 56 anys. Per cada 100 dones de 18 o més anys hi havia 92,6 homes.
La renda mediana per habitatge era de 31.250 $ i la renda mediana per família de 40.833 $. Els homes tenien una renda mediana de 30.625 $ mentre que les dones 40.625 $. La renda per capita de la població era de 21.214 $. Cap de les famílies estaven per davall del llindar de pobresa.

## Poblacions més properes
El següent diagrama mostra les poblacions més properes.